# Voleibol als Jocs Olímpics d'estiu de 1976
Als Jocs Olímpics d'Estiu de 1976 celebrats a la ciutat de Mont-real (Canadà) es disputaren dues proves de voleibol, una en categoria masculina i una altra en categoria femenina. La competició tingué lloc a l'Aréna Paul-Sauvé i el Forum de Montréal entre els dies 18 i 30 de juliol de 1976.
Hi participaren un total de 216 jugadors, entre ells 120 homes i 96 dones, de 13 comitès nacionals diferents.

## Resum de medalles
| Prova                       | Or | Argent | Bronze |
| Categoria masculina Detalls | PolòniaWłodzimierz Stefański · Bronislaw Bebel · Lech Łasko · Edward Skorek · Tomasz Wójtowicz · Wiesław Gawłowski · Mirosław Rybaczewski · Zbigniew Lubiejewski · Ryszard Bosek · Włodzimierz Sadalski · Zbigniew Zarzycki · Marek Karbarz | Unió SovièticaAleksandr Yermilov · Vyacheslav Zaytsev · Yury Starunsky · Vladimir Ulanov · Anatoly Polishchuk · Aleksandr Savin · Pavel Selivanov · Vladimir Kondra · Oleg Moliboga · Vladimir Chernyshov · Yefim Chulak · Vladimir Dorokhov | CubaAlfredo Figueredo · Víctor García · Diego Lapera · Leonel Marshall · Ernesto Martínez · Lorenzo Martínez · Jorge Pérez · Antonio Rodríguez · Carlos Salas · Victoriano Sarmientos · Jesús Savigne · Raúl Vilches |
| Categoria femenina Detalls  | JapóYuko Arakida · Takako Iida · Katsuko Kanesaka · Kiyomi Kato · Echiko Maeda · Noriko Matsuda · Mariko Okamoto · Takako Shirai · Shoko Takayanagi · Hiromi Yano · Juri Yokoyama · Mariko Yoshida                                          | Unió SovièticaZoya Yusova · Inna Ryskal · Lyudmila Shchetinina · Nina Smoleyeva · Liliya Osadchaya · Anna Rostova · Lyubov Rudovskaya · Olga Kozakova · Natalya Kushnir · Nina Muradyan · Larisa Bergen · Lyudmila Chernyshova               | Corea del SudBaik Myung-Sun · Byon Kyung-Ja · Chang Hee-Sook · Jo Hea-Jung · Lee Soo-Nok · Lee Soon-Bok · Ma Kum-Ja · Park Mi-Kum · Yu Jung-Hye · Yu Kyung-Hwa · Yung Soo-Nok · Yun Young-Nae                        |

## Medaller
| Posició | País           | Or | Argent | Bronze | Total |
| 1       | Japó           | 1  | 0      | 0      | 1     |
| 1       | Polònia        | 1  | 0      | 0      | 1     |
| 3       | Unió Soviètica | 0  | 2      | 0      | 2     |
| 4       | Corea del Sud  | 0  | 0      | 1      | 1     |
| 4       | Cuba           | 0  | 0      | 1      | 1     |